# Deep Island
Deep Island ([diːp ’aɪlənd], дип айлэнд) — музыкальная группа из Одессы, одни из первых трип-хоп / даунтемпо коллективов на Украине.

## История
Группа была основана независимым украинским продюсером электронной музыки Евгением Боярчуком (работает под псевдонимом Mase Daniel) в 2006 году. В 2007 году начался процесс записи дебютного альбома Deep Island, над которым работали вокалистка Татьяной Белохвост (Tanita White) и давний друг Боярчука, гитарист Юрий Ваник (Yuriy Madje). Диск, озаглавленный Black, Red & White, был выпущен украинским музыкальным лейблом Moon Records в конце 2008 года.
Вскоре после съемок музыкального видео «Emotions» (май 2008), в группе произошел раскол между вокалисткой Tanita и Mase Daniel. В середине лета 2008 года Таниту заменила Анастасия Смаглюк. Новая вокалистка дебютировала под псевдонимом Nate Mahg в ноябре 2008 года, на презентации музыкального клипа на песню «Disappointed» в Киеве. Сотрудничество с Nate также не продлилось долго — вторая вокалистка покинула группу спустя два месяца из-за музыкальных разногласий. В настоящее время группа Deep Island в отпуске на неопределенный срок.

## Дискография
Студийные альбомы
- Black, Red & White (Moon Records, 20 ноября 2008)

1. Freedom
2. Emotions
3. Disappointed
4. Stay
5. Keep Away From Me
6. Just Sex
7. Freedom (Cover Version)
8. Memories
9. My World Without You
10. Day In L.A.
11. Pleasures In My Life
12. Just Sex (Cover)
13. Emotions (Cover)
14. Theme
15. The Dark Side